# کمپایل
کمپایل (انگلیسی: Compile) شرکت بازی ویدئویی ژاپنی است، که در سال ۱۹۸۲ تأسیس شد.